# 克兰河 (中国)

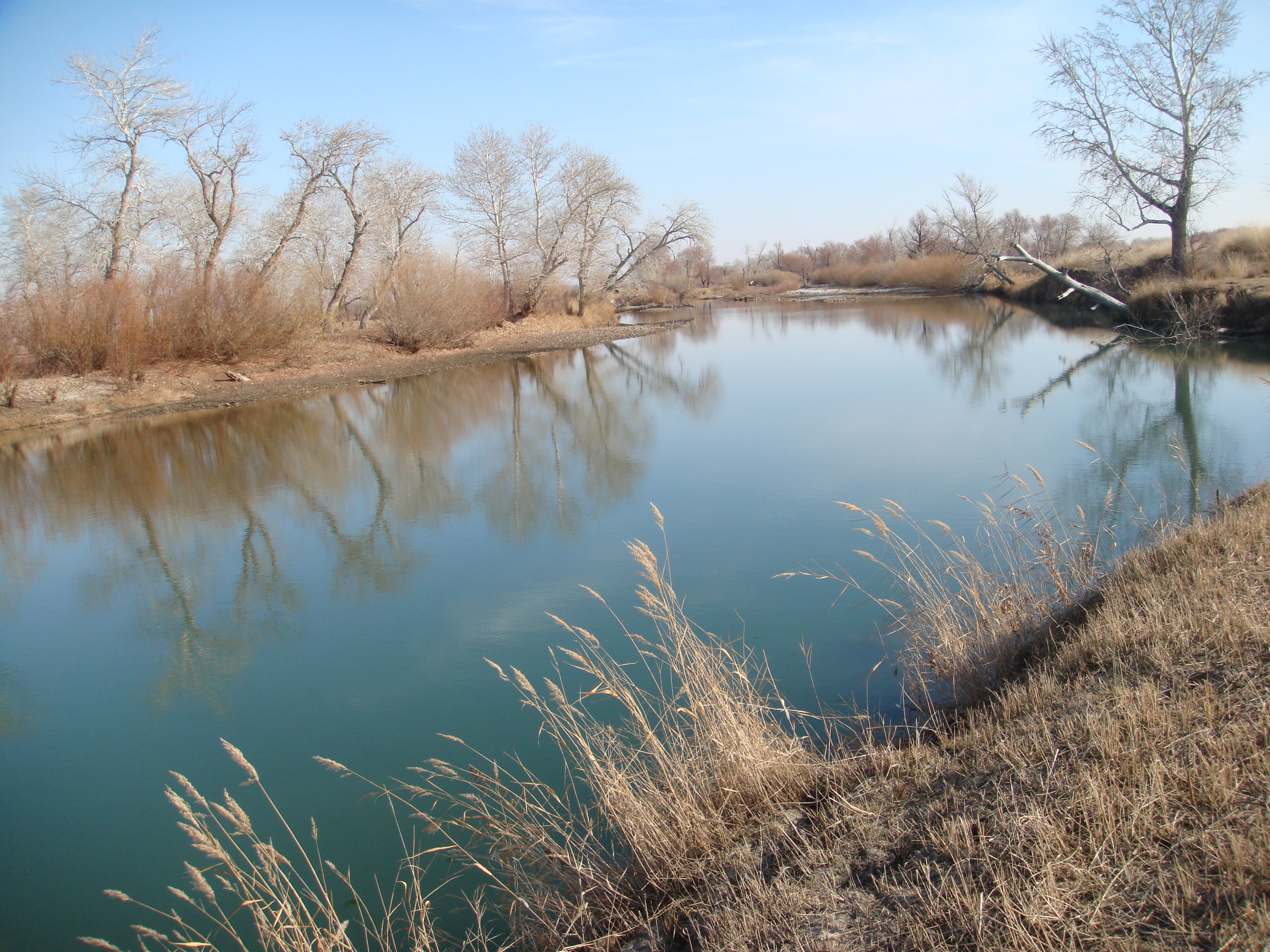
克兰河秋景。

克兰河（卫拉特托忒文：ᡍᡅᠷᡄᡊ ᡎᡆᠯ，蒙古语：Хирэн гол）位于中华人民共和国新疆维吾尔自治区阿勒泰市境内的一条河流，是额尔齐斯河右岸支流，克兰河上游有大东沟和小东沟两源，主源大东沟上游源流又称乌鲁木盖提河，发源于阿勒泰市东北端，阿尔泰山山脊附近的曼达勒海尔汗山南坡与艾提阿尔恰山西北坡之间的高原小盆地，向西南流至博脱莫英山以东转南流，于拉斯特乡克兰村以北左纳小东沟后干流始称“克兰河”。小东沟发源于乌齐里克山，河长34千米，流域面积350平方千米。克兰河干流向南流经拉斯特乡、阿勒泰市区、红墩镇，于克孜勒加尔村（克兹加尔）转西流，经新疆生产建设兵团一八一团、巴里巴盖乡等地，于萨尔胡松乡阿克铁热克村东北汇入额尔齐斯河。河流全长200千米，流域面积6792平方千米。上游小东沟建有森林公园，下游河口一带为科克苏湿地，为阿勒泰草原上最大的湿地。